# Saint Tudwals Islands
Saint Tudwals Islands är öar i Storbritannien.   De ligger i riksdelen Wales, i den sydvästra delen av landet, 300 km väster om huvudstaden London.